# Pterocerina americana
Pterocerina americana é uma espécie de mosca ulita ou do tipo foto-asa do gênero Pterocerina, da superfamília Tephritidae e da família Ulidiidae.
A espécie encontra-se distribuída na Guiana.
A Pterocerina americana foi descrita pela primeira vez em 1934, por Charles Howard Curran.